# 真恐怖驚魂夜 第11名訪問者
《真恐怖惊魂夜 第11名访问者》是Chunsoft开发，并于2011年在PlayStation 3和PlayStation Vita发行的视觉小说电子游戏。本作为镰鼬之夜系列的第四作。本作和前三部的情节不再有联系，但主题回归初代《恐怖惊魂夜》的大雪、封闭旅社氛围。
游戏PlayStation 3班售出5.8万套，PlayStation Vita版售出1.6万套。